# Pia Velsi
Pia Velsi, nome d'arte di Elpidia Sorbo (L'Aquila, 31 marzo 1924), è un'attrice e cantante italiana.

## Biografia
Cresce a Napoli, dove inizia l'attività di cantante, esibendosi dal vivo negli anni quaranta. Dopo essersi trasferita a Roma debutta al Teatro Ambra Jovinelli, in una compagnia di varietà. Viene poi chiamata a sostituire l'attrice napoletana Rosalia Maggio durante uno spettacolo (in cui deve anche ballare e recitare) al Teatro Petruzzelli di Bari, e da qui inizia la sua carriera di attrice. All'inizio degli anni quaranta, oltre a recitare e ballare, inizia anche un'intensa attività canora con il nomignolo di Nuovo Fiore. In questo periodo incise numerosi dischi a 78 giri per l'etichetta Phonotype.
Nel corso della sua attività nel mondo del cinema ha lavorato con molti noti registi, come Nanni Loy e Renato Castellani; tra le sue numerose apparizioni cinematografiche sono da ricordare le brevi ma efficaci caratterizzazioni nei film di Luciano De Crescenzo (la signora del cavalluccio rosso in Così parlò Bellavista e la signora della "mezz'ora" in 32 dicembre), nonché l'unica da co-protagonista in Parenti serpenti di Mario Monicelli, in cui interpreta nonna Trieste, la moglie di Paolo Panelli. Dalla seconda metà degli anni settanta, con il ruolo di prima attrice comica, si dedica alla sceneggiata napoletana, unendosi con la compagnia di Mario e Sal da Vinci e portando in scena sui maggiori palcoscenici d'Italia numerose commedie musicali.
Ha lavorato anche in televisione, recitando in fiction come Don Matteo e Le ali della vita. Per molti anni ha interpretato una suora in una serie di spot pubblicitari per le acque Uliveto e Rocchetta, insieme ad Alessandro Del Piero e Cristina Chiabotto, e ha partecipato anche alla serie televisiva Tutti pazzi per amore. Nel 2010 recita nella miniserie TV per Rai Uno dal titolo Il signore della truffa, accanto a Gigi Proietti, nel ruolo della vedova Nencioni.
Torna nuovamente in televisione il 31 marzo 2015, come ospite del programma La vita in diretta, nel corso del quale viene messa in luce la sua situazione di precarietà e indigenza. Sul web e sui social nascono eventi e raccolte per sostenerla.

## Filmografia

### Cinema
- Carosello napoletano, regia di Ettore Giannini (1954)
- Nella città l'inferno, regia di Renato Castellani (1958)
- Italiani! È severamente proibito servirsi della toilette durante le fermate, regia di Vittorio Sindoni (1969)
- I due della F. 1 alla corsa più pazza, pazza del mondo, regia di Osvaldo Civirani (1971)
- L'uccello migratore, regia di Steno (1972)
- La poliziotta, regia di Steno (1974)
- Amore mio, non farmi male, regia di Vittorio Sindoni (1974)
- Suor Emanuelle, regia di Giuseppe Vari (1977)
- La patata bollente, regia di Steno (1979)
- Così parlò Bellavista, regia di Luciano De Crescenzo (1984)
- 32 dicembre, regia di Luciano De Crescenzo (1988)
- Rossini! Rossini!, regia di Mario Monicelli (1991)
- Pensavo fosse amore... invece era un calesse, regia di Massimo Troisi (1991)
- Parenti serpenti, regia di Mario Monicelli (1992)
- Pacco, doppio pacco e contropaccotto, regia di Nanni Loy (1993)
- Camerieri, regia di Leone Pompucci (1995)
- La vespa e la regina, regia di Antonello De Leo (1999)
- Panni sporchi, regia di Mario Monicelli (1999)
- Il grande botto, regia di Leone Pompucci (2000)
- Si fa presto a dire amore, regia di Enrico Brignano (2000)
- Stregati dalla luna, regia di Pino Ammendola e Nicola Pistoia (2001)
- SMS - Sotto mentite spoglie, regia di Vincenzo Salemme (2007)
- Mozzarella Stories, regia di Edoardo De Angelis (2011)
- Leone nel basilico, regia di Leone Pompucci (2014)

### Televisione
- Scaramouche, regia di Daniele D'Anza – miniserie TV (1965)
- King of Kensington – sitcom (1975)
- I ragazzi del muretto 2 – serie TV (1993)
- Positano, regia di Vittorio Sindoni – miniserie TV (1996)
- Ultimo - La sfida, regia di Michele Soavi – miniserie TV (1999)
- Don Matteo – serie TV, episodio 2x07 (2001)
- Le ali della vita 2, regia di Stefano Reali – miniserie TV (2001)
- Tutti pazzi per amore – serie TV (2008-2012)
- Provaci ancora prof! – serie TV, episodio 3x01 (2008)
- Caterina e le sue figlie – serie TV, episodi 3x02-3x04 (2010)
- Il signore della truffa, regia di Luis Prieto – miniserie TV (2011)
- È arrivata la felicità – serie TV, episodio 1x03 (2015)

## Teatro
- Caro papà di Alberto Sciotti, due atti e cinque quadri, nel ruolo di Penelope (1977)
- O scugnizzo e o signore di Alberto Sciotti, tre atti e un quadro, nel ruolo di Angelarosa Mezamazza (1978)
- O giurnalaio di Alberto Sciotti, tre atti e un quadro, nel ruolo di Carlotta a pacchiana (1978)
- A cummunione e Salvatore di Alberto Sciotti, tre atti e un quadro, nel ruolo di Assuntulella (1978)
- O clandestino di Alberto Sciotti e Leo Frasso, tre atti e due quadri, nel ruolo di Susanna tutta panna (1979)
- O trovatello di Alberto Sciotti e Leo Frasso, tre atti e un quadro, nel ruolo di Filumena (1980)
- Muntevergine di Alberto Sciotti, tre atti e un quadro, nel ruolo di Maddalena (1980)
- A mamma di Alberto Sciotti, tre atti e un quadro, nel ruolo di Domenica Telotocco (1981)